# Pachycormiformes
Pachycormiformes là một bộ cá vây tia đã tuyệt chủng được biết đến từ lớp trầm tích Đại Trung Sinh tại Lục địa Á Âu và châu Mỹ. Chúng có đặc trưng là vây ngực có răng cưa, vây bụng bị thoái hóa nhỏ và mõm xương. Một số thành viên của nhóm ăn động vật phù du bằng cách ăn lọc. Mối quan hệ của chúng với các nhóm cá khác là không rõ ràng.

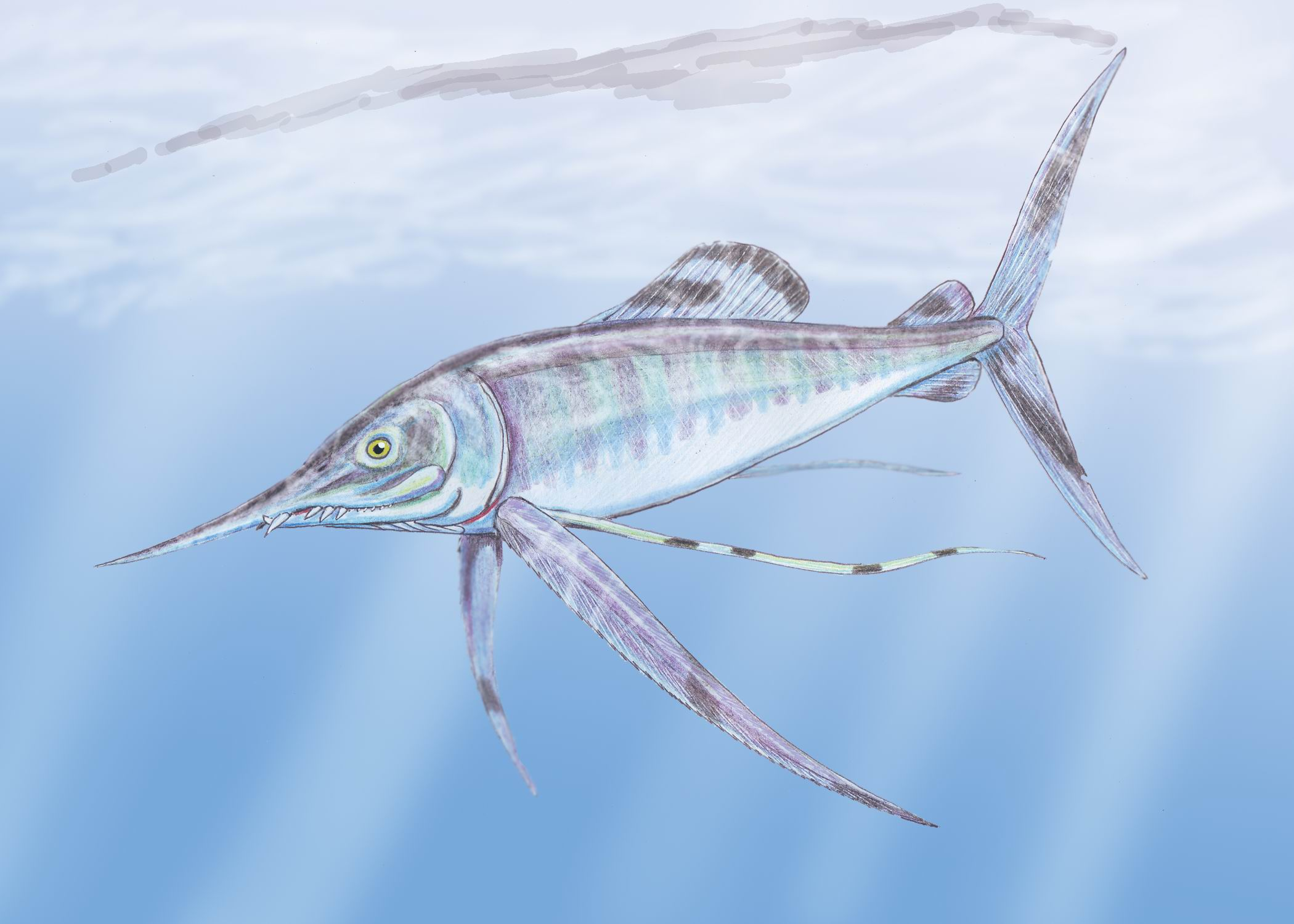
Protosphyraena perniciosa

Vài nguồn đặt họ Ichthyodectidae trong bộ này, nhưng đây có vẻ là một họ Teleostei tiến hóa hơn.